# القصاصة (يهر)

تعديل مصدري - تعديل

القصاصـة هي إحدى قرى عزلة يهر بمديرية يهر التابعة لمحافظة لحج، بلغ تعداد سكانها 132 نسمة حسب تعداد اليمن لعام 2004.